# Cynodontia
Cynodontia är en utvecklingsgren i ordningen therapsider (tidigare betecknad som däggdjursliknande kräldjur och falska däggdjur) som skilde sig från de övriga medlemmarna av ordningen för cirka 260 miljoner år sedan. Djurgruppen innehåller de nu levande däggdjurens anfäder och enligt kladistisk indelning bör även däggdjuren räknas till gruppen.
Cynodonterna överlevde perm-trias-utdöendet för ungefär 251 miljoner år sedan och var efteråt samtida med dinosaurierna. Däremot var cynodonterna under denna tid undanträngda till en liten ekologisk nisch. De var under stora delar av trias inte större än en råtta. De var aktiva på natten och hade insekter som främsta föda. Under senare trias delades djurgruppen snabbt i flera utvecklingsgrenar och i en av dessa grenar uppkom de äkta däggdjuren.
Cynodontia anses vara en monofyletisk grupp. Medlemmarna har 27 kännetecken i skallens och tändernas konstruktion gemensam som skiljer dem från andra therapsider.
Djurgruppen beskrevs för första gången 1861 av Richard Owen som en familj. Den listas idag vanligen som ett orankat taxon, bland annat av Botha et al. (2007).